# Escola Casa Social
L'Escola Casa Social és una obra noucentista de Lleida (Segrià) inclosa a l'Inventari del Patrimoni Arquitectònic de Catalunya.

## Descripció
En conjunt, presenta diferents volums que es desenvolupen a partir d'un cos central que exerceix, a més, d'eix de simetria. Aquest cos central és, possiblement, el que ha estat més reformat, malgrat que encara presenta un frontó, en el qual hi ha una obertura al centre en forma de rombe i, als extrems, ensenya un parell de pinacles. Aquí, la porta d'accés s'embelleix amb un guardapols, i amb motllures a les llindes i als brancals. Als altres cossos hi trobem amplis finestrals de mig punt, els arcs dels quals se sostenen en pilars que tenen el basament i les impostes remarcats i correguts per reforçar la impressió d'unitat. Les baranes eren de balustres que, si bé es conserven al primer pis, han desaparegut les que pertanyien a la tanca perimetral de la parcel·la, substituïdes per una reixa metàl·lica. Les cobertes són a dos vessants, amb careners perpendiculars els uns als altres, amb relació al volum que han de cobrir.

## Història
La informació que fa referència a aquest edifici escolar en situa la construcció pels volts de 1927. No ha estat possible, però, identificar l'arquitecte que, possiblement, tingui relació amb la urbanització del barri, anomenat "Les Cases Barates", en el qual s'hi van construir cinquanta xalets unifamiliars amb jardí, clarament, una iniciativa de Ciutat Jardí. L'escola, originàriament, se la va conèixer pel "Xalet" o "Casa Social" i acomplia la funció de seu social de la comunitat de propietaris dels xalets. Passada la Guerra Civil va esdevenir una escola. Possiblement, l'edifici actual és el resultat de reformes i addicions que l'han transformat -considerem que el primer pis és un afegit posterior. Tanmateix, conserva diversos elements arquitectònics que el relacionen amb classicisme característic del Noucentisme.